# Thierry Mbulamoko
Thierry Mbulamoko (né le 12 avril 1976 à Kinshasa) est un homme politique de la république démocratique du Congo, coordonnateur de l'Agence de prévention et de lutte contre la corruption depuis le 14 juin 2021.

## Biographie
Originaire de la province du Sud-Ubangi, fils d'Albert Mbulamoko Nzenge Movoambe, professeur des universités, ancien commissaire d'État et ministre de l'Éducation en 1976, Thierry Mbulamoko nait à Kinshasa où il effectue plus tard son parcours scolaire et universitaire avant d'aller en rajouter en dehors de son pays.
Il termine son parcours scolaire à l'école d'application de l'Université pédagogique nationale et décroche en suite en 2002 son diplôme de licence en relations internationales à l'université de Kinshasa.

## Parcours
Après son parcours universitaire, il commence sa carrière en RDC dans la fonction publique, d'abord au ministère des Affaires étrangères, puis au ministère de l'Enseignement supérieur et universitaire. En 2005, il se rend à Genève, où il travaille comme attaché au cabinet du directeur général adjoint au sein de l’Organisation internationale pour les migrations. Plus tard, il décroche une maitrise professionnelle en droit et sciences politiques à l'université Jean-Moulin-Lyon-III.
Il travaille plusieurs fois en tant qu'inspecteur de projets et responsable de la cellule d’inspection du Fonds social européen (FSE) en Belgique entre 2015 et 2020. De retour en RDC, il travaille en tant que consultant en gouvernance et actions publiques au sein de l’Autorité de régulation du secteur de l’électricité (ARE).
La nuit du 26 et 27 mai 2021, il est nommé par une ordonnance présidentielle comme nouveau coordonnateur du service spécialisé du cabinet de la présidence de la RDC (Agence de prévention et de lutte contre la corruption, APLC), il entre en fonction le 14 juin 2021 et remplace Ghislain Kikangala. Ainsi, il est le deuxième coordonnateur de cette institution depuis sa création,,,,.

## Suspicion de scandale de corruption
En septembre 2023, Thierry Mbulamoko se retrouve devant les instances judiciaires congolaises à la suite d’une alerte faite sur une affaire suposée de corruption, tentative d'escroquerie et de détournement de deniers publics qui le lie avec Centurion Law Group, un cabinet d'avocats sud-africain réclamant une somme de 36 millions de dollars américains à l'état congolais pour son intervention dans une affaire l'opposant à une société anglo-suisse dénommée Glencore, alors que par ailleurs une autre instance gouvernementale du pays aurait déjà engagé ses propres avocats durant l'affaire,,.
En octobre de cette même année, le coordonnateur de l'APLC est suspendu de ses fonctions par le directeur de cabinet adjoint (ad interim) de la présidence, pour présomption d'engagement sans titre ni qualité de l'état congolais dans cette affaire ne relevant pas de ses attributions,,.   

## Vie privée
Thierry Mbulamoko est marié, père de 5 enfants.